# MV Benita
Le MV Benita était un vraquier ayant fait naufrage à Mahébourg, au sud de l’île Maurice.

## Histoire

### Échouement
Le MV Benita s'est échoué contre le récif mauricien à la suite d'une bagarre entre les membres d'équipage, le 16 juin 2016.
D'après un membre de l'équipage, le quatrième ingénieur était blessé, il avait une main fracturée à la suite d'une agression avec une barre de fer. Le responsable de ce conflit l'avait enfermé dans la salle des machines et avait pris les commandes du navire. Celui-ci transportait plus de 125 tonnes de pétrole.

### Renflouage
Le renflouage du MV Benita a coûté presque 13 millions aux autorités, une grande partie de cet argent fut dépensé sur les hélicoptères de police. 
Après avoir réussi à désencadrer du récif le navire le 23 juillet, celui-ci se fait remorquer à destination du Gujrat par l’Ionian Sea FOS. Lors de son remorquage très risqué, le vraquier sombre à 93,5 milles nautiques de Maurice, à une profondeur de 4 400 mètres, le 30 juillet. Il n’y eut aucun signe de pollution d’après la compagnie grecque Five Oceans Salvage,.